# NGC 3413
NGC 3413 é uma galáxia lenticular (S0) localizada na direcção da constelação de Leo Minor. Possui uma declinação de +32° 45' 58" e uma ascensão recta de 10 horas, 51 minutos e 20,7 segundos.
A galáxia NGC 3413 foi descoberta em 7 de Dezembro de 1785 por William Herschel.